# Tögrög
El tögrög (төгрөг en caràcters ciríl·lics mongols) és la unitat monetària oficial de Mongòlia. Se l'ha conegut també amb la forma russa tugrik. El tögrög, que en mongol vol dir "rodó", tradicionalment s'ha subdividit en 100 möngö (мөнгө), si bé ara aquesta fracció no s'utilitza.
El codi ISO 4217 és MNT. Té un símbol especial: ₮, i també s'acostuma a abreujar Tug.
Es va introduir el 9 de desembre de 1925 en substitució del dòlar mongol i equivalia al ruble soviètic, que llavors valia 18 grams de plata.
És emès pel Banc de Mongòlia (Монгол Банк, Mongol Bank). Actualment n'hi ha monedes de 20, 50, 100, 200 i 500 tögrög i bitllets de 10, 20, 50, 100, 500, 1.000, 5.000, 10.000 i 20.000 tögrög.

## Taxes de canvi
- 1 EUR = 3.354,43 MNT (8 d'octubre del 2020)
- 1 USD = 2.849,81 MNT (8 d'octubre del 2020)